# 市場站 (JR西日本)
市場站（日语：／ Ichiba eki */?）是位於兵庫縣小野市黍田町字屋田，西日本旅客鐵道（JR西日本）的加古川線車站。

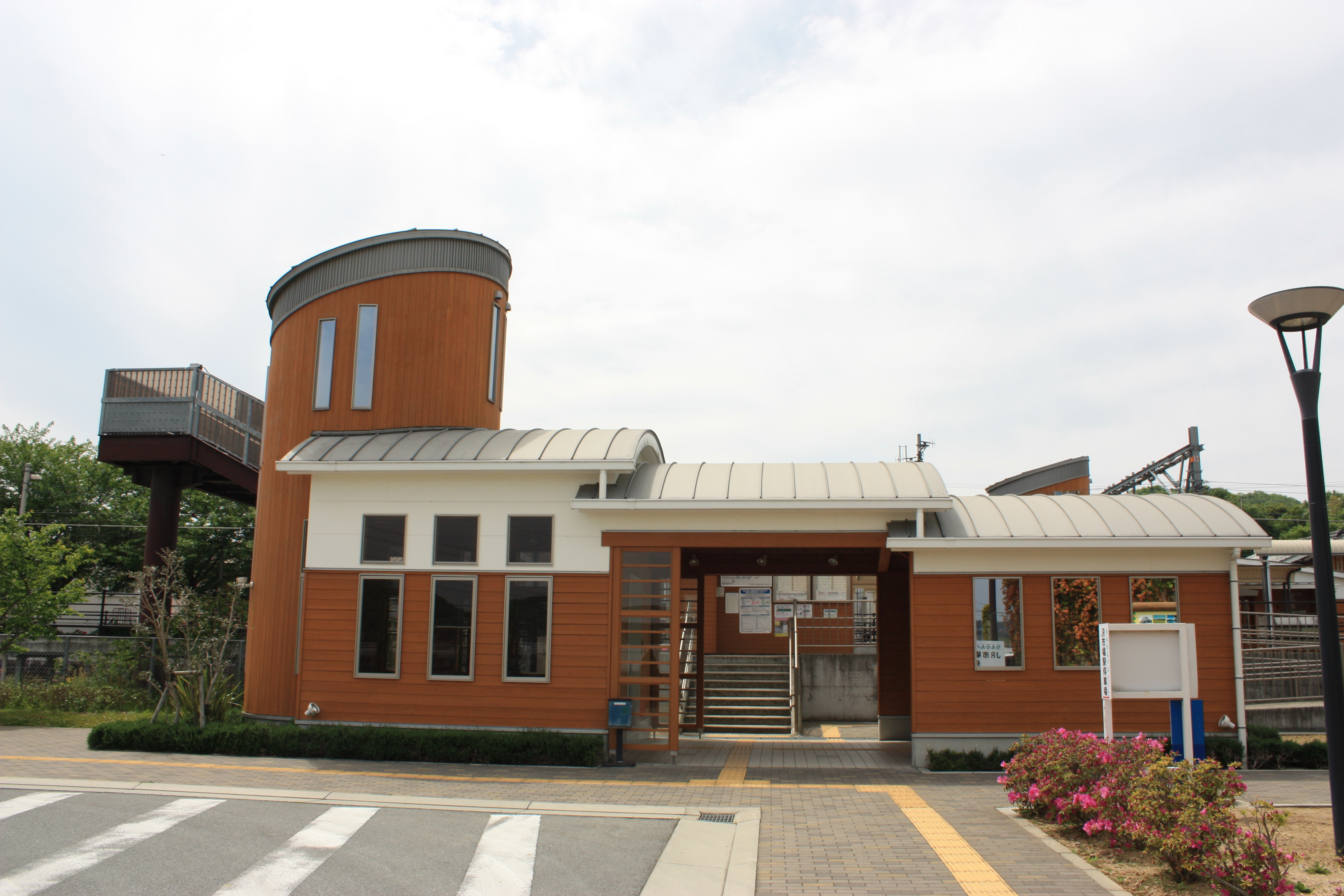
東口（2010年5月）

## 歷史
- 1913年（大正2年）
  - 8月10日 - 播州鐵道 國包站（現時：厄神站）至西脇站之間開通，此站啟用[1][2]。當時為旅客車站。
    - 當時車站位於兵庫縣加東郡來住村（日语：来住村）黍田字屋田。
- 1923年（大正12年）12月21日 - 路線轉讓給播丹鐵道[3]。
- 1943年（昭和18年）6月1日 - 播丹鐵道被國有化，成為鐵道省加古川線車站[4]。
- 1954年（昭和29年）12月1日 - 隨著小野市成立，車站地址變為現址。
- 1962年（昭和37年）9月1日 - 終止貨物起卸業務。
- 1973年（昭和48年）10月1日 - 成為無人車站。
- 1987年（昭和62年）4月1日 - 伴隨國鐵分割民營化，車站由西日本旅客鐵道（JR西日本）營運。
- 1990年（平成2年）6月1日 - 加古川鐵道部（日语：加古川鉄道部）成立，並管轄此站。
- 2004年（平成16年） - 車站大樓翻新[1]。同時月台變成2面2線[1]。
- 2009年（平成21年）7月1日 - 隨著加古川鐵道部廢止，變由神戶分社（日语：西日本旅客鉄道神戸支社）直轄，此站由加古川站管理[5]。
- 2016年（平成28年）3月26日 - 此站開始可以使用IC卡「ICOCA」[6]。此站設置IC卡專用簡易閘機。

## 車站構造
車站是一座地面車站，設有2面2線的相對式月台。
在2004年（平成16年）12月16日前，此站設有1面1線的單式月台。在鐵路電氣化時候新設列車交會。車站大樓曾經重建，現時大樓內設有社區會堂「日语：」。
車站大樓分為東出口（上行月台側）和西出口（下行月台側）兩處，兩大樓同時建造。此站是由加古川站管理的無人車站。在西出口車站大樓和上行月台上內設有自動售票機。兩月台之間設有沒有上蓋的跨線橋。在木製車站內設有名為「町民之親睦」的休憩場地。在聖誕節時候，車站大樓會裝上燈飾。
站名「市場」町是位於加古川對面岸，車站位於黍田町。加古川上流淨化中心在2004年（平成16年）3月於町內開幕。此站最接近「白雲谷溫泉Yupika」。

### 月台
| 月台 | 路線     | 上下行 | 方向             |
| ---- | -------- | ------ | ---------------- |
| 1    | 加古川線 | 下行   | 粟生、西脇市方向 |
| 2    | 加古川線 | 上行   | 加古川方向       |

## 車站周邊
- 白雲谷溫泉（日语：白雲谷温泉）Yupika[9]
- 加古川上流淨化中心[1]

此站距離神戶電鐵市場站2公里，兩站相隔加古川約2公里。

## 巴士路線
- 社區巴士蘭蘭巴士（日语：らんらんバス (小野市)）[1]
- 前往北播磨綜合醫療中心（日语：北播磨総合医療センター）的免費穿梭巴士[10]

## 利用狀況
根據「兵庫縣統計書」，在2019年（令和元年）度1日平均乘車人次為196人。
以下為近年1日平均乘車人次列表：
| 年度   | 1日平均 乘車人次 |
| ------ | ---------------- |
| 1997年 | 153              |
| 1998年 | 147              |
| 1999年 | 151              |
| 2000年 | 162              |
| 2001年 | 130              |
| 2002年 | 129              |
| 2003年 | 124              |
| 2004年 | 145              |
| 2005年 | 156              |
| 2006年 | 159              |
| 2007年 | 156              |
| 2008年 | 157              |
| 2009年 | 181              |
| 2010年 | 181              |
| 2011年 | 179              |
| 2012年 | 175              |
| 2013年 | 184              |
| 2014年 | 192              |
| 2015年 | 206              |
| 2016年 | 214              |
| 2017年 | 213              |
| 2018年 | 207              |
| 2019年 | 196              |

## 相鄰車站
西日本旅客鐵道（JR西日本）
 加古川線
厄神－市場－小野町
此站與厄神站之間距離4.1公里，為加古川線站間最長區間。

## 注腳
1. 1 2 3 4 5 6 7 8 9 10 11 12 13 14 15 16 17 18 19  . 神戶新聞綜合出版中心. 2011-12-15: 203. ISBN 9784343006028 （日语）.
2. ↑  「軽便鉄道運輸開始」『官報』1913年8月22日（國立國會圖書館數碼化收藏）
3. ↑  『鉄道省鉄道統計資料. 大正12年度』（日語）（國立國會圖書館近代數碼圖書館）
4. ↑  官報 第4907号（日語） 1943年5月25日
5. 1 2  . 交通新聞 (交通新聞社). 2009-06-25: 1 （日语）.
6. ↑   (PDF) (新闻稿). 西日本旅客鉄道. 2015年12月18日  [2016-03-26]. （原始内容存档 (PDF)于2016-03-05） （日语）.
7. ↑  . 小野市. 2007-12-10  [2015-05-09]. （原始内容存档于2015-09-23） （日语）.
8. ↑   (PDF). 広報おの (小野市総務部市民サービス課). 2004-04: 10–11  [2015-05-09]. （原始内容存档 (PDF)于2021-06-13） （日语）.
9. 1 2  . 白雲谷温泉ゆぴか.   [2015-05-09]. （原始内容存档于2021-06-13） （日语）.
10. ↑  . 北播磨総合医療センター.   [2015-05-09]. （原始内容存档于2015-05-11） （日语）.
11. ↑  兵庫県統計書 （页面存档备份，存于）（日語）
12. ↑  兵庫県統計書令和元年版 （页面存档备份，存于）（日語）

## 外部連結
- 市場｜車站資訊：JR出門網 - 西日本旅客鐵道